# باشگاه فوتبال آرسنال
باشگاه فوتبال آرسنال (به انگلیسی: Arsenal Football Club) یک باشگاه فوتبال انگلیسی در شمال شهر لندن است که موفق به کسب ۱۳ عنوان قهرمانی در لیگ برتر انگلستان، ۱۴ قهرمانی در جام حذفی فوتبال انگلستان، ۱۷ قهرمانی در جام خیریه انگلستان، دو قهرمانی در جام اتحادیه فوتبال انگلستان و یک قهرمانی در جام در جام اروپا شده‌است. آن‌ها رکورددار طولانی‌ترین مدت صدرنشینی بدون وقفه در لیگ فوتبال انگلیس، بیشترین بازی بدون باختِ پیاپی (۴۹ بازی) و همچنین قهرمانی بدون شکست در یک فصل (۰۴–۲۰۰۳) می‌باشند و توانستند اولین و تنها تیمی در تاریخ لیگ برتر باشند که جام طلایی لیگ برتر انگلستان را به‌دست می‌آورند. با حضور در فصل ۲۶–۲۰۲۵ آرسنال تبدیل به اولین تیم تاریخ لیگ برتر انگلیس شدخ است که صد فصل متوالی در بالاترین سطح مسابقات باشگاهی حضور داشته است.
باشگاه فوتبال آرسنال در سال ۱۸۸۶ در محله وول‌ویچ واقع در جنوب‌شرقی لندن شکل گرفت و در سال ۱۸۹۳ میلادی برای اولین بار از جنوب انگلستان به «فوتبال لیگ» پیوست. در سال ۱۹۱۳ میلادی آن‌ها به شمال شهر لندن در منطقه هایبری و ورزشگاه آرسنال نقل مکان کردند. در دهه ۱۹۳۰ میلادی آرسنال موفق به کسب پنج عنوان قهرمانی در چمپیونشیپ و دو قهرمانی در جام حذفی شدند. پس از یک دوره رکود در سال‌های پس از جنگ آن‌ها موفق به کسب قهرمانی در لیگ و جام حذفی (موسوم به دوبل) در فصل‌های ۷۱−۱۹۷۰، ۹۸–۱۹۹۷ و ۰۲–۲۰۰۱ شدند، همچنین در سال ۲۰۰۶ به فینال لیگ قهرمانان اروپا رسیدند.
آرسنال رقابتی دیرینه با همسایه‌اش تاتنهام دارد که آن‌ها به‌طور منظم شهرآورد شمال لندن را برگزار می‌کنند. همچنین باشگاه آرسنال در رده هفتم باارزش‌ترین باشگاه‌های فوتبال جهان در سال ۲۰۱۹ با ارزش تقریبی ۲٬۳ میلیارد دلار قرار گرفته‌است. در ۲۶ سپتامبر ۲۰۱۸، استن کرونکی توانست با خرید کل سهام باشگاه، مالکیت اصلی باشگاه فوتبال آرسنال را تحت زیرمجموعه هولدینگ شرکت تفریحی و ورزشی کرونکی درآورد.
آرسنال تنها تیم در تاریخ لیگ برتر انگلیس که توانسته بدون حتی متحمل شدن یک باخت به قهرمانی برسد. این تیم در فصل ۲۰۰۴–۲۰۰۳ با هدایت آرسن ونگر توانست با ۲۶ پیروزی و ۱۲ تساوی عنوان قهرمانی لیگ برتر را به‌دست‌آورد؛ و توانست در انتهای فصل تنها جام طلایی اهداء شده در تاریخ لیگ برتر انگلیس را به‌دست‌آورد و لقب «شکست ناپذیران» را به خود اختصاص دهد. آرسنال توانست با کسب ۹۰ امتیاز بالاتر از چلسی و منچستر یونایتد، تیم‌های پر قدرت آن زمان انگلستان با اختلاف فراوان تیم اول لیگ برتر جزیره لقب گرفت.

## تاریخچه

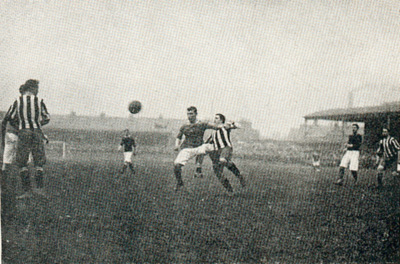
آرسنال وول‌ویچ (پیراهن مشکی رنگ) - نیوکاسل یونایتد در نیمه نهایی جام حذفی - ورزشگاه ویکتوریا استوک-آن-ترنت

باشگاه فوتبال آرسنال با نام باشگاه دیال اسکوئر در سال ۱۸۸۶ توسط کارگران کارخانه اسلحه‌سازی سلطنتی در منطقه وول‌ویچ در جنوب شرقی لندن شروع به کار کرد و در مدت کوتاهی پس از آن به آرسنال سلطنتی تغییر نام داد. این باشگاه دوباره پس از تبدیل شدن به یک شرکت محدود در سال ۱۸۹۳ به آرسنال وول‌ویچ تغییر نام داد. این باشگاه اولین عضو جنوبی لیگ فوتبال در سال ۱۸۹۳ میلادی بود که از لیگ دسته دوم شروع کرده و در سال ۱۹۰۴ میلادی به لیگ دسته اول راه یافت. انزوای جغرافیایی نسبی باشگاه منجر به جذب تماشاگران کمتر نسبت به باشگاه‌های دیگر و همچنین دچار شدن باشگاه به مشکلات مالی و ورشکسته شدن آن در سال ۱۹۱۰ شد، در این زمان باشگاه توسط دو تاجر به نام‌های هنری نوریس و ویلیام هال خریداری شد. به دنبال این ماجرا، نوریس این باشگاه را به نقاط دیگر منتقل کرد و در سال ۱۹۱۳ بلافاصله پس از سقوط به دسته دوم، آن‌ها به شمال لندن و ورزشگاه آرسنال در منطقه هایبوری بازگرداند؛ آن‌ها در سال بعد «وول‌ویچ» را از نام باشگاه خود حذف کردند. آرسنال در سال ۱۹۱۹ در مکان پنجم لیگ قرار گرفت.
در سال ۱۹۲۵ هربرت چاپمن به سمت مربیگری آرسنال منصوب شد. پیش از این چاپمن موفق به کسب دو قهرمانی پیاپی لیگ با تیم هادرسفیلد تاون در سال‌های ۲۴−۱۹۲۳ و ۲۵−۱۹۲۴ شده بود. چاپمن اولین دوره موفقیت‌های بزرگ آرسنال را به ارمغان آورد. تاکتیک‌های انقلابی و تمرینات او، همراه با خرید بازیکنان ستاره‌ای مانند الکس جیمز و کلیف باستین، پایه‌های موفقیت باشگاه انگلیسی در دهه ۱۹۳۰ میلادی گذاشته شد. آرسنال تحت هدایت او چند قهرمانی بزرگ را به دست آورد، پیروزی در فینال جام حذفی فوتبال انگلستان در سال ۱۹۳۰ و سپس قهرمانی در لیگ در سال‌های ۳۱−۱۹۳۰ و ۳۳−۱۹۳۲ که حاصل تلاش او بود.
چاپمن به‌طور ناگهانی بر اثر بیماری ذات‌الریه در سال ۱۹۳۴ میلادی در گذشت، اما با این وجود جو شاو و جورج آلیسون موفقیت کاری چاپمن را ادامه دادند. تحت هدایت آن‌ها، آرسنال موفق به کسب سه عنوان قهرمانی دیگر در سال‌های ۳۴−۱۹۳۳، ۳۵−۱۹۳۴ و ۳۸−۱۹۳۷ و جام حذفی انگلستان در فصل ۳۶–۱۹۳۵ شده‌اند. در پایان این دهه به‌دلیل بازنشستگی بازیکنان کلیدی، از آرسنال موفقیتی دیده نشد و پس از مداخله انگلیس در جنگ جهانی دوم، فوتبال حرفه‌ای در انگلستان به حالت تعلیق درآمد.
پس از جنگ، دوره دوم موفقیت‌های آرسنال تحت نظر تام ویتاکر شروع شده‌بود، که حاصل آن قهرمانی در لیگ در سال‌های ۴۸−۱۹۴۷ و ۵۳−۱۹۵۲ و جام حذفی در سال ۱۹۵۰ میلادی بود. دارایی باشگاه بسیار کم شده‌بود؛ آن‌ها قادر به جذب بازیکن مانند بازیکنان دهه ۱۹۳۰ میلادی نبودند، سطح باشگاه در بیشتر دهه‌های ۱۹۵۰ و ۱۹۶۰ در حد متوسط بود. حتی کاپیتان سابق انگلستان بیلی رایت به عنوان مربی جانشین باشگاه نتوانست در بین سال‌های ۱۹۶۲ و ۱۹۶۶ به هیچ موفقیتی دست یابد.
در سال ۱۹۶۶ میلادی برتی می فیزیوتراپیست باشگاه به عنوان مربی آرسنال انتخاب شد. پس از ناکامی در دو دوره جام اتحادیه فوتبال انگلستان، آن‌ها موفق به کسب اولین قهرمانی اروپایی خود در سال ۱۹۷۰−۱۹۶۹ در جام نمایشگاه‌های بین شهری شدند. این موفقیت‌ها تا آنجا ادمه داشت که آن‌ها برای اولین بار قهرمان هر دو جام لیگ و جام حذفی در فصل ۷۱−۱۹۷۰ شدند. اما موفقیت‌های آرسنال کمتر تکرار شد، در فصل ۷۳−۱۹۷۲ به مقام نایب قهرمانی لیگ رسید، در سه فینال جام حذفی (۱۹۷۲، ۱۹۷۸ و ۱۹۸۰) شکست خورد و در سال ۱۹۸۰ میلادی قهرمانی جام در جام اروپا را در ضربات پنالتی از دست داد. تنها موفقیت باشگاه در طول این زمان پیروزی ۳ بر ۲ برابر منچستر یونایتد در فینال جام حذفی در سال ۱۹۷۹ بود.

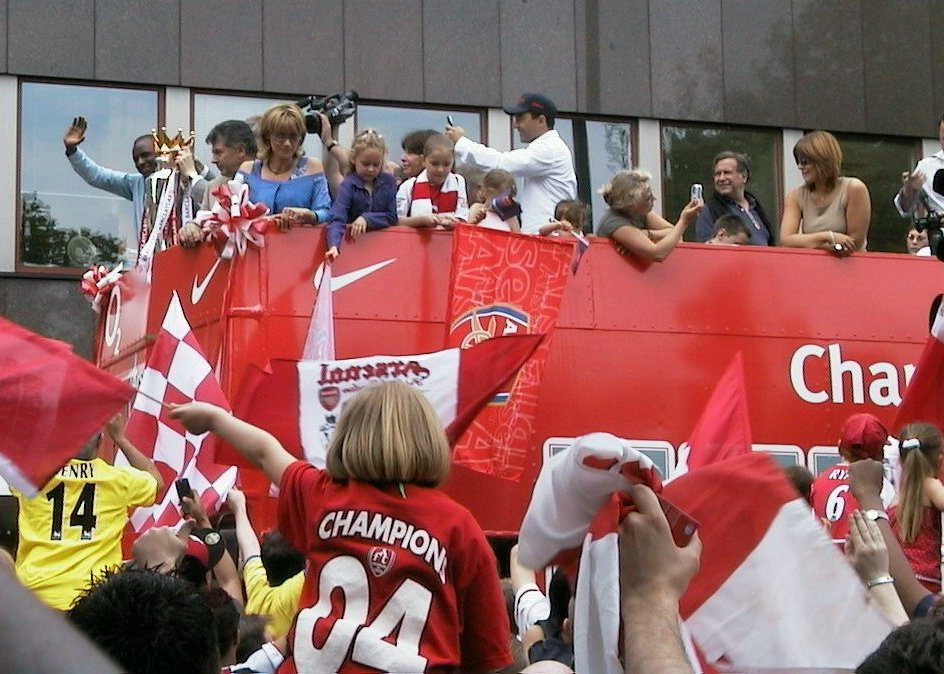
جشن بازیکنان و هواداران آرسنال پس از قهرمانی در لیگ در سال ۲۰۰۴

بازگشت بازیکن سابق آرسنال یعنی جورج گراهام به عنوان مربی در سال ۱۹۸۶ میلادی دوره سوم موفقیت را برای این باشگاه به ارمغان آورد. آرسنال در فصل ۸۷−۱۹۸۶ قهرمان جام اتحادیه شد. همچنین آرسنال قهرمان لیگ انگلستان در فصل ۸۹−۱۹۸۸ شد، این قهرمانی با گل لحظات آخر مایکل توماس در مقابل تیم لیورپول حاصل شد. گراهام قهرمانی دیگری را نیز در لیگ انگلستان (فصل ۹۱−۱۹۹۰) به دست آورد، این در حالی بود که تنها یک در یک بازی شکست خورده‌بودند. در سال ۱۹۹۳ میلادی آرسنال قهرمان هر دو جام، حذفی و جام اتحادیه شد و جام در جام اروپا (۱۹۹۴) به مقام قهرمانی دست یافت. شهرت و اعتبار گراهام بعد اتهام رشوه دادن لکه‌دار شد و سرانجام وی در سال ۱۹۹۵ میلادی برکنار شد و بروس ریوچ به عنوان سرمربی انتخاب شد، وی تنها بعد از یک فصل حضور در آرسنال از این تیم کنار گذاشته شد.
در سپتامبر ۱۹۹۶ میلادی آرسن ونگر به عنوان مربی آرسنال منصوب شد. ونگر تاکتیک‌های جدیدی را به ارمغان آورد، یک نظام آموزشی جدید و چند بازیکن خارجی که استعدادهای انگلیسی موجود را تکمیل می‌کردند را به این تیم آورد. آرسنال باز هم به‌طور هم‌زمان در یک فصل (۹۸−۱۹۹۷) قهرمان لیگ برتر و قهرمان جام حذفی شد. علاوه بر این، به فینال جام یوفا در فصل ۲۰۰۰−۱۹۹۹ راه پیدا یافت اما در ضربات پنالتی مقابل تیم گالاتاسرای شکست خورد. در سال‌های ۲۰۰۳ و ۲۰۰۵ قهرمان جام حذفی شدند و در لیگ برتر در فصل ۰۴−۲۰۰۳ قهرمانی را بدون باخت حتی در یک بازی به دست آوردند. این باشگاه در ۴۹ بازی لیگ در آن فصل شکست نخورد که یک رکورد ملی به حساب می‌آید.
آرسنال در یازده فصل اول حضور ونگر، هشت فصل در رتبه‌های اول یا دوم قرار می‌گرفت، اگرچه آن‌ها در هیچ زمان قادر به حفظ عنوان خود نبودند. آن‌ها در فصل ۱۱–۲۰۱۰ میلادی در رده چهارم لیگ برتر انگلستان قرار گرفتند. آرسنال در فصل ۰۶−۲۰۰۵ برای اولین بار به فینال لیگ قهرمانان اروپا صعود کرد اما با نتیجه ۲ بر ۱ مغلوب تیم بارسلونا شد. سرانجام در ژوئیه ۲۰۰۶، آن‌ها پس از ۹۳ سال ورزشگاه هایبوری را ترک کردند و به ورزشگاه جدیدشان یعنی ورزشگاه امارات نقل مکان کردند. 
آنها در فصل های ۲۰۲۲-۲۳ و ۲۰۲۳-۲۴ به سرمربی‌گری میکل آرتتا 
نایب قهرمان شدند تا بازیکنان از نمایش‌شان ناامید شوند و حسرت قهرمانی همچنان در دل هواداران تیم باشد.

## نشان‌واره و نماد باشگاه
در سال ۱۸۸۸ از اولین نماد آرسنال که شامل سه توپ جنگی بود که از بالا دیده می‌شد، استفاده شد. این نماد پس از انتقال باشگاه به هایبوری در سال ۱۹۱۳ میلادی تغییر کرد، نماد جدید تصویری یک توپ جنگی بود که به سمت شرق اشاره می‌کرد، این نشان‌واره تنها تا سال ۱۹۲۲ میلادی باقی‌ماند. نماد جدید باشگاه باز هم تصویر یک توپ جنگی بود که این بار به سمت غرب قرار گرفته بود، این نماد در سال ۱۹۲۵ انتخاب شد. در سال ۱۹۴۹ میلادی این باشگاه از نشان‌واره مدرن و متفاوت رونمایی کرد. در این نشان‌واره سه توپ جنگی زیر نام باشگاه به چشم می‌خورد. برای اولین بار، این نماد به صورت رنگی طراحی شده و شباهت‌های زیادی با نشان‌واره فعلی باشگاه داشت.
از آنجا که تغییرهای زیادی بر روی نشان‌واره و نماد باشگاه صورت می‌گرفت، آرسنال از حق تکثیر آن ناتوان بود، و پس از ثبت نماد به عنوان یک علامت تجاری در یک نبرد طولانی مدت قانونی با یک تاجر خیابان محلی که کالاهای غیررسمی آرسنال را به فروش می‌رساند به پیروزی رسید. باشگاه در سال ۲۰۰۲ نشان‌واره جدید خود که دارای مدرن‌تر و سبکی ساده‌تر بود را معرفی کرد. توپ جنگی بار دیگر به سمت شرق و نام باشگاه در بالای آن نوشته شده‌است. نشان‌واره جدید مورد انتقاد برخی از حامیان قرار گرفت؛ کانون هواداران مستقل آرسنال ادعا کرد که این باشگاه بسیاری از تاریخ و سنت‌های آرسنال را با چنین طراحی نادیده گرفته‌است و در مورد این مسئله به درستی با طرفداران مشورت نشده‌است.
باشگاه آرسنال در فصل ۲۰۱۲−۲۰۱۱ برای ۱۲۵امین سالگرد خود نشان‌واره و نماد جدیدی را معرفی کرد که شامل نسخه اصلاح شده نشان‌واره فعلی است. نشان‌واره تماماً سفید است، که ۱۵ برگ بلوط در سمت راست و ۱۵ برگ بلوط در سمت چپ نشان‌واره قرار گرفته‌است و ۲۰۱۱ شعار «رو به جلو» در پایین نشان‌واره نوشته شده بود.

اولین نشان‌واره آرسنال از ۱۸۸۸
نشان‌واره استفاده شده در فینال جام حذفی انگلستان ۱۹۳۰
نشان‌واره استفاده شده در فینال جام حذفی انگلستان ۱۹۵۲
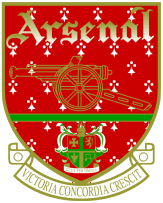
نشان‌واره استفاده شده بین سال‌های ۱۹۴۹ تا ۲۰۰۲
نشان‌واره باشگاه از سال ۲۰۰۲ تاکنون
نشان‌واره باشگاه در سال ۲۰۱۱ برای ۱۲۵امین سالگرد تأسیس

## رنگ‌ها

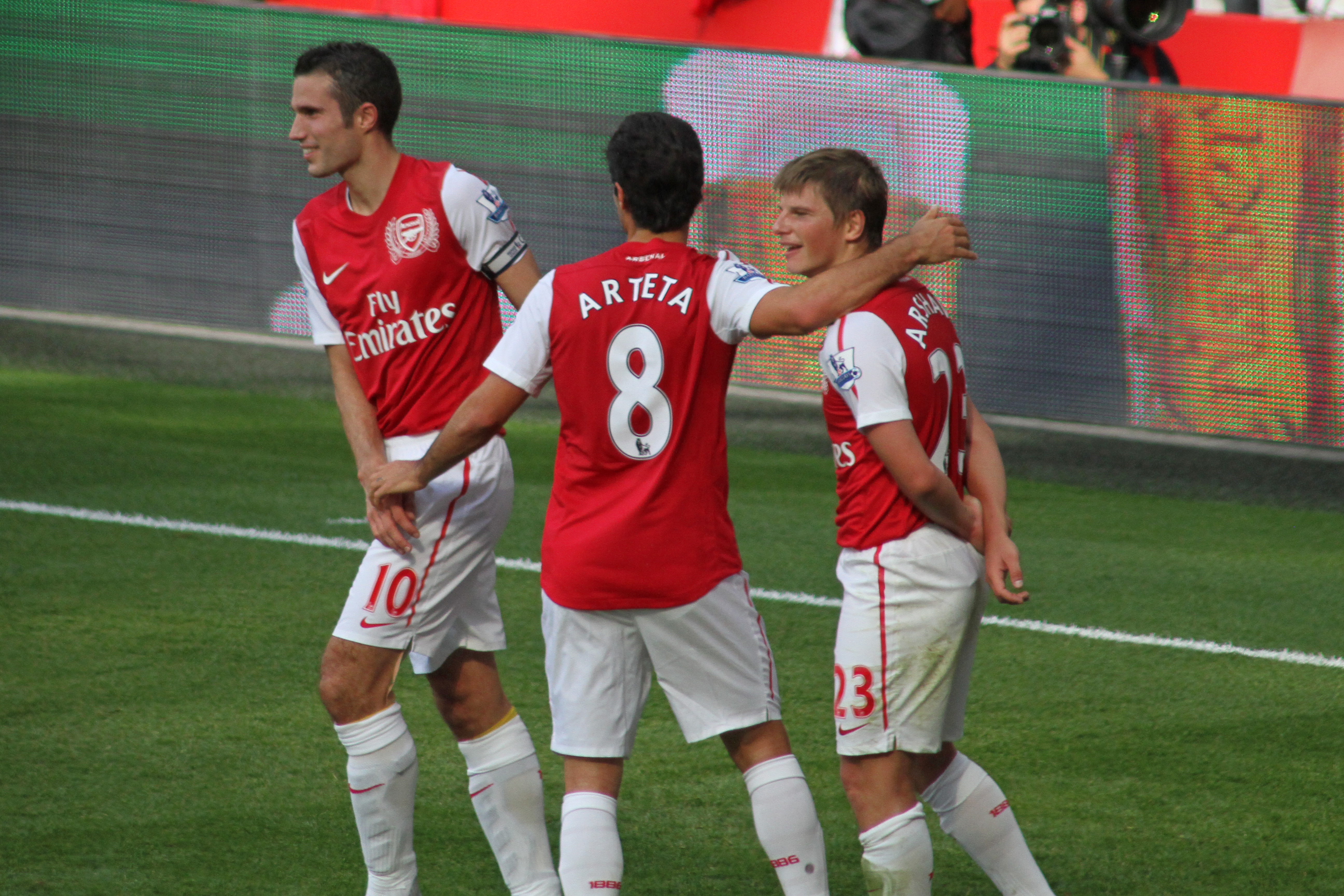
روبین فان پرسی، میکل آرتتا و آندری آرشاوین بازیکنان آرسنال، در شادی پس از به ثمر رسیدن یک گل (۲۰۱۱)

در بیشتر تاریخ آرسنال، رنگ پیراهن اصلی آن‌ها در بازی‌های خانگی رنگ قرمز روشن با آستین سفید و شورت سفید بوده‌است.
در سال ۱۹۳۳ میلادی، هربرت چاپمن پیشنهاد تغییراتی در لباس بازیکنان را داد که تغییر رنگ آستین‌ها و یقه به سفید و روشن‌تر شدن رنگ قرمز بود.
صرف نظر از اینکه داستان درست است، پیراهن‌های سفید و قرمز به منظور شناخت آرسنال آمده‌اند و تیم در مدتی از زمان پوشیده‌است، بعد از دو فصل این لباس‌ها کنار گذاشته شدند. اولین بار در فصل ۶۷−۱۹۶۶ بود که آرسنال پیراهن قرمز به تن کرد و ثابت کرد که این طرح محبوبیتی ندارد و آستین‌های سفید فصل قبل بازگشت. در نیمه دوم فصل ۰۶−۲۰۰۵ آرسنال آخرین فصلی بود که در هایبوری بازی می‌کرد؛ در این زمان تیم پیراهن‌های شبیه به پیراهن‌هایی که تیم در سال ۱۹۱۳ می‌پوشید، به یاد آن‌ها بر تن کرد، در اولین فصل حضورشان در ورزشگاه هایبوری؛ باشگاه به رنگ طبیعی خود را در شروع فصل بعد بازگشت. در فصل ۰۹−۲۰۰۸، آرسنال آستین‌های سفید را با آستین‌های قرمز راه راه سفید جایگزین کرد.
رنگ‌های آرسنال در خانه الهام بخش برای حداقل سه باشگاه دیگر بوده‌است. در سال ۱۹۰۹، اسپارتا پراگ کیت قرمز تیره مانند آرسنال که در آن زمان بر تن می‌کرد، به تصویب رساند؛ در سال ۱۹۳۸، هایبرنیان طراحی آستین‌های پیراهن آرسنال در نوار سبز و سفید به نام خودش به ثبت رسانید. در سال ۱۹۲۰، مدیر ورزشی باشگاه براگا از یک بازی در هایبوری برگشت و کیت سبز تیم خود را به تکرار قرمز آرسنال با آستین و شورت سفید تغییر داد، تیمی با نام مستعار آرسنالیستیس ظهور کرد. این تیم هنوز هم این طرح را برای امروز می‌پوشد.
برای بسیاری از سال‌ها رنگ مهمان آرسنال پیراهن سفید یا سیاه و شورت سفید بود. از فصل ۷۰−۱۹۶۹، آن‌ها زرد و آبی پوشیدند، اما استثناء وجود داشت. آن‌ها در فصل ۸۳−۱۹۸۲ یک سبز و به دور کیت بر تن کردند، و از اوایل دهه ۱۹۹۰ و ظهور بازار تقلبی کیت سود آور، رنگ‌های خارج از خانه منظم شده‌اند. در طی این مدت دو طرح به شکل آبی طراحی شده‌اند، یا تغییرات در سنت زرد و آبی، مانند طلای فلزی و نوار نیروی دریایی در فصل ۰۲−۲۰۰۱ استفاده شد و از ۲۰۰۵ تا ۲۰۰۷ زرد و تیره خاکستری استفاده شد. از سال ۲۰۰۹، کیت خارج از خانه در هر فصل تغییر کرد.

## ورزشگاه

### ورزشگاه هایبری
ورزشگاه هایبوری ورزشگاه سابق باشگاه فوتبال آرسنال در شهر لندن است.
باشگاه آرسنال از سال ۱۹۱۳ تا ۲۰۰۶ مسابقات خانگی خود را در این ورزشگاه برگزار می‌کرد اما پس آن کلیه مسابقات خود را به ورزشگاه امارات منتقل کرد. همچنین بخشی از بازی‌های المپیک تابستانی ۱۹۴۸ در این ورزشگاه برگزار شده بود. این ورزشگاه پس از تخریب به مجتمع مسکونی تبدیل شد.

### ورزشگاه اشبرتون گرو (امارات)
ورزشگاه امارات ورزشگاه ۶۰٬۰۰۰ نفری آرسنال است که در سال ۲۰۰۶ میلادی با بازی تیم‌های آرژانتین و برزیل افتتاح شد.
در سال ۲۰۰۶ میلادی هواپیمایی امارات با پرداخت ۳۹۰ میلیون پوند به باشگاه فوتبال آرسنال، وارد قراردادی شد که به موجب آن نام استادیوم جدید آرسنال به مدت یازده سال (از سال ۲۰۰۶) به نام «امارات» نامگذاری شود. این مبلغ همچنین شامل حک شدن آرم شرکت هواپیمایی امارات به مدت ۷ سال بر روی پیراهن تیم بزرگ و پرطرفدار لندنی آرسنال نیز می‌باشد.

## بازیکنان فعلی
| شماره |          | پست       | بازیکن                   |
| ----- | -------- | --------- | ------------------------ |
| ۱     | اسپانیا  | دروازه‌بان | داوید رایا               |
| ۲     | فرانسه   | مدافع     | ویلیام سالیبا            |
| ۴     | انگلستان | مدافع     | بن وایت                  |
| ۶     | برزیل    | مدافع     | گابریل دوس سانتوس        |
| ۷     | انگلستان | مهاجم     | بوکایو ساکا              |
| ۸     | نروژ     | هافبک     | مارتین اودگارد (کاپیتان) |
| ۹     | برزیل    | مهاجم     | گابریل ژسوس              |
| ۱۱    | برزیل    | مهاجم     | گابریل مارتینلی          |
| ۱۲    | هلند     | مدافع     | یورین تیمبر              |
| ۱۳    | اسپانیا  | دروازه‌بان | کپا آریزابالاگا          |
| ۱۵    | لهستان   | مدافع     | یاکوب کیویور             |
| ۱۷    | اوکراین  | مدافع     | الکساندر زینچنکو         |

| شماره |          | پست       | بازیکن              |
| ----- | -------- | --------- | ------------------- |
| ۱۹    | بلژیک    | مهاجم     | لئاندرو تروسار      |
| ۲۱    | پرتغال   | هافبک     | فابیو ویرا          |
| ۲۲    | انگلستان | مهاجم     | ایتن انوانری        |
| ۲۳    | اسپانیا  | هافبک     | میکل مرینو          |
| ۲۴    | انگلستان | مهاجم     | ریس نلسون           |
| ۲۹    | آلمان    | مهاجم     | کای هاورتز          |
| ۳۱    | استونی   | دروازه‌بان | کارل هین            |
| ۳۳    | ایتالیا  | مدافع     | ریکاردو کالافیوری   |
| ۴۱    | انگلستان | هافبک     | دکلان رایس          |
| ۴۹    | انگلستان | مدافع     | مایلز لویس-اسکلی    |
|       | بلژیک    | هافبک     | آلبرت سامبی لوکونگا |
|       | انگلستان | مهاجم     | نونی مادوئکه        |

### بازیکنان قرضی
تا تاریخ ۲۰۲۳ژوئیه۱۵
| شماره |        | نقش   | بازیکن                                                        |
| ----- | ------ | ----- | ------------------------------------------------------------- |
| ۴۴    | رومانی | هافبک | کاتالین سیرجان (قرضی در راپید بخارست تا پایان فصل ۲۴–۲۰۲۳)    |
|       | پرتغال | مدافع | نونو تاوارس (قرضی در ناتینگهام فارست تا پایان فصل ۲۰۲۳–۲۴)    |
| ۲۳    | بلژیک  | هافبک | آلبرت سامبی لوکونگا (قرضی در لیتون تاون تا پایان فصل ۲۰۲۳–۲۴) |
| ۲۷    | برزیل  | مهاجم | مارکینیوس (قرضی در فلامینگو تا ۱ ژانویه ۲۰۲۵)                 |

### بازیکنان رزرو
این ترکیب در تاریخ ۲۸ ژوئن ۲۰۱۲ نوشته شده است و مطابق با منبع اصلی وبگاه باشگاه می‌باشد.
| شماره |               | نقش       | بازیکن                 |
| ----- | ------------- | --------- | ---------------------- |
| —     | انگلستان      | دروازه‌بان | جیمز شی                |
| —     | انگلستان      | مدافع     | گوین هویت              |
| —     | اسپانیا       | مدافع     | ایگناسی میگل (کاپیتان) |
| —     | انگلستان      | مدافع     | کایل بارتلی            |
| —     | غنا           | مدافع     | دانیل بواتنگ           |
| —     | سوئیس         | مدافع     | سائد هجرویچ            |
| —     | سوئیس         | مدافع     | مارتین آنگه            |
| —     | سوئیس         | مدافع     | التون مونتیرو          |
| —     | برزیل         | مدافع     | پدرو بتلهو             |
| —     | انگلستان      | مدافع     | جورج بریسلن-هال        |
| —     | انگلستان      | هافبک     | جردن وینتر             |
| —     | انگلستان      | هافبک     | نیکو یناریس            |
| —     | انگلستان      | هافبک     | چوکس آنکه              |
| —     | جمهوری ایرلند | هافبک     | کنور هندرسون           |

| شماره |               | نقش   | بازیکن         |
| ----- | ------------- | ----- | -------------- |
| —     | بولیوی        | هافبک | ساموئل گالیندو |
| —     | آلمان         | هافبک | توماس آیزفیلد  |
| —     | انگلستان      | هافبک | جاش ریس        |
| —     | انگلستان      | هافبک | کریگ ایستموند  |
| —     | انگلستان      | هافبک | سانچز وات      |
| —     | هلند          | هافبک | کایل ابکیلیو   |
| —     | اسپانیا       | هافبک | یان تورال      |
| —     | انگلستان      | هافبک | ژرناد مئآد     |
| —     | انگلستان      | مهاجم | بنیک آفوبه     |
| —     | برزیل         | مهاجم | ولینگتون سیلوا |
| —     | انگلستان      | مهاجم | زاک آنسا       |
| —     | جامائیکا      | مهاجم | نایجل نیتا     |
| —     | جمهوری ایرلند | مهاجم | فیلیپ رابرتس   |

## کادر فنی
آخرین بروز رسانی: ۱۵ ژوئیه ۲۰۲۳
| نام                | سمت                |
| ------------------ | ------------------ |
| میکل آرتتا         | سرمربی             |
| استیو راند         | مربی               |
| آلبرت استیوونبرگ   | مربی               |
| کارلوس کوستا       | دستیار سرمربی      |
| نیکلاس جوور        | دستیار سرمربی      |
| میگل مولینا        | دستیار سرمربی      |
| ایناکی کانیا پاوون | مربی دروازه‌بانی    |
| پر مرته‌ساکر        | مدیر آکادمی        |
| بن کنپر            | مدیر تجهیزات       |
| گری اودریسکول      | مدیر خدمات پزشک    |
| جردن ریس           | فیزیوتراپیست تیم   |
| ادو گاسپار         | مدیر ورزشی         |
| ریچارد گارلیک      | مدیر عملیات فوتبال |
| وینای ونکاتشام     | مدیر اجرایی        |
| اسلات ژولیت        | مدیر ارشد تجاری    |
| استوارت ویسلی      | مدیر ارشد مالی     |

## حامی مالی و تولیدکنندهٔ پوشاک
| سال‌ها       | حامی مالی        | تولیدکننده پوشاک |
| ----------- | ---------------- | ---------------- |
| ۱۹۳۰–۱۹۷۰   | نامشخص           | بوکتا            |
| ۱۹۷۰–۱۹۸۶   | نامشخص           | آمبرو            |
| ۱۹۸۲–۱۹۸۶   | جی وی سی         | آمبرو            |
| ۱۹۸۶–۱۹۹۴   | جی وی سی         | آدیداس           |
| ۱۹۹۴–۱۹۹۹   | جی وی سی         | نایکی            |
| ۱۹۹۹–۲۰۰۲   | سگا              | نایکی            |
| ۲۰۰۲–۲۰۰۶   | O2               | نایکی            |
| ۲۰۰۶–۲۰۱۴   | هواپیمایی امارات | نایکی            |
| ۲۰۱۴–۲۰۱۹   | هواپیمایی امارات | پوما             |
| ۲۰۱۹–تاکنون | هواپیمایی امارات | آدیداس           |

## افتخارات

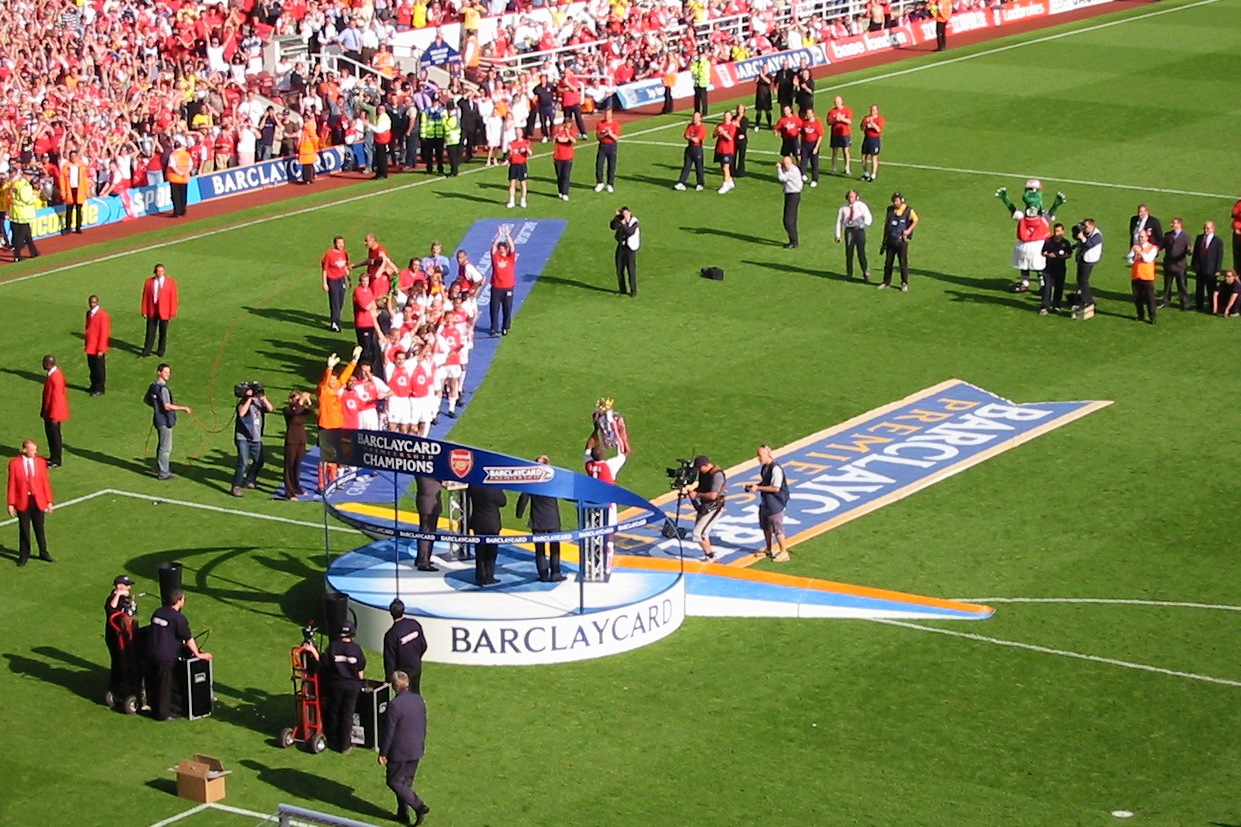
جام قهرمانی لیگ برتر انگلستان فصل ۰۴–۲۰۰۳ در دستان پاتریک ویرا کاپیتان تیم آرسنال - ورزشگاه آرسنال (هایبری)

### داخلی
- لیگ دسته اول انگلستان (تا ۱۹۹۲) و لیگ برتر انگلستان

قهرمانی (۱۳): ۳۱–۱۹۳۰، ۳۳–۱۹۳۲، ۳۴–۱۹۳۳، ۳۵–۱۹۳۴، ۳۸–۱۹۳۷، ۴۸–۱۹۴۷، ۵۳–۱۹۵۲، ۷۱–۱۹۷۰، ۸۹–۱۹۸۸، ۹۱–۱۹۹۰، ۹۸–۱۹۹۷، ۰۲–۲۰۰۱، ۰۴–۲۰۰۳
- جام حذفی انگلستان

قهرمانی (۱۴): ۱۹۳۰، ۱۹۳۶، ۱۹۵۰، ۱۹۷۱، ۱۹۷۹، ۱۹۹۳، ۱۹۹۸، ۲۰۰۲، ۲۰۰۳، ۲۰۰۵، ۲۰۱۴، ۲۰۱۵، ۲۰۱۷، ۲۰۲۰
- جام اتحادیه باشگاه‌های انگلستان

قهرمانی (۲): ۱۹۸۷، ۱۹۹۳
- جام خیریه انگلستان

قهرمانی (۱۷): ۱۹۳۰، ۱۹۳۱، ۱۹۳۳، ۱۹۳۴، ۱۹۳۸، ۱۹۴۸، ۱۹۵۳، ۱۹۹۱ (مشترک)، ۱۹۹۸، ۱۹۹۹، ۲۰۰۲، ۲۰۰۴، ۲۰۱۴، ۲۰۱۵ ،۲۰۱۷، ۲۰۲۰، ۲۰۲۳

### اروپایی
- جام برندگان جام اروپا

قهرمانی (۱): ۹۴–۱۹۹۳
- اینتر-سیتیز فیرز کاپ

قهرمانی (۱): ۷۰–۱۹۶۹
لیگ قهرمانان اروپا
نایب قهرمانی(۱): ۲۰۰۶
لیگ اروپا
نایب قهرمانی(۲): ۲۰۰۰، ۲۰۱۹